# 산파블로 (칠레)
산파블로(스페인어: San Pablo)는 칠레 로스라고스 주 오소르노 현의 코무나이다.